# Бобошко, Тамара Михайловна
Тамара Михайловна Бобошко (укр. Тамара Михайлівна Бобошко; род. 23 апреля 1937) — советская и украинская оперная певица (меццо-сопрано).

## Биография
Родилась 23 апреля 1937 года в Полтаве.
В 1965 году окончила Одесскую консерваторию, где училась вокалу у Ольги Благовидовой.
В 1965—1974 годах Тамара Бобошко — солистка Пермского театра оперы и балета; в 1974—1991 годах — Харьковского театра оперы и балета.
Обладала мягким, насыщенным обертонами голосом (контральто), хорошей вокальной школой. Среди её партий — Одарка («Запорожец за Дунаем» Гулака-Артемовского), Княгиня, Графиня, Ольга, Федор Басманов («Чародейка», «Пиковая дама», «Евгений Онегин», «Опричник» Чайковского), Марина («Борис Годунов» Мусоргского), Любаша («Царская невеста» Римского-Корсакова), Ваня («Иван Сусанин» Глинки), Кончаковна («Князь Игорь» Бородина), Кармен («Кармен» Бизе), Эболи, Ульрика, Азучена («Дон Карлос», «Бал-маскарад», «Трубадур» Верди), Ульяна Громова («Молодая гвардия» Мейтуса), Слава («Сёстры» Кабалевского) и другие.
В Пермском Государственном архиве имеются документы, относящиеся к Т. М. Бобошко.